# Toyoake (Aichi)
Toyoake (豊明市 Toyoake-shi?) es una ciudad que se encuentra en la Prefectura de Aichi, Japón. Es una ciudad dormitorio de Nagoya, ubicada al oeste.
Según datos del 2010, la ciudad tiene una población estimada de 69.310 habitantes y una densidad de 2.990 personas por km². El área total es de 23,18 km².
La ciudad fue fundada el 1 de agosto de 1972.
En ella se ubica el Hipódromo de Chūkyō, construido en 1994.

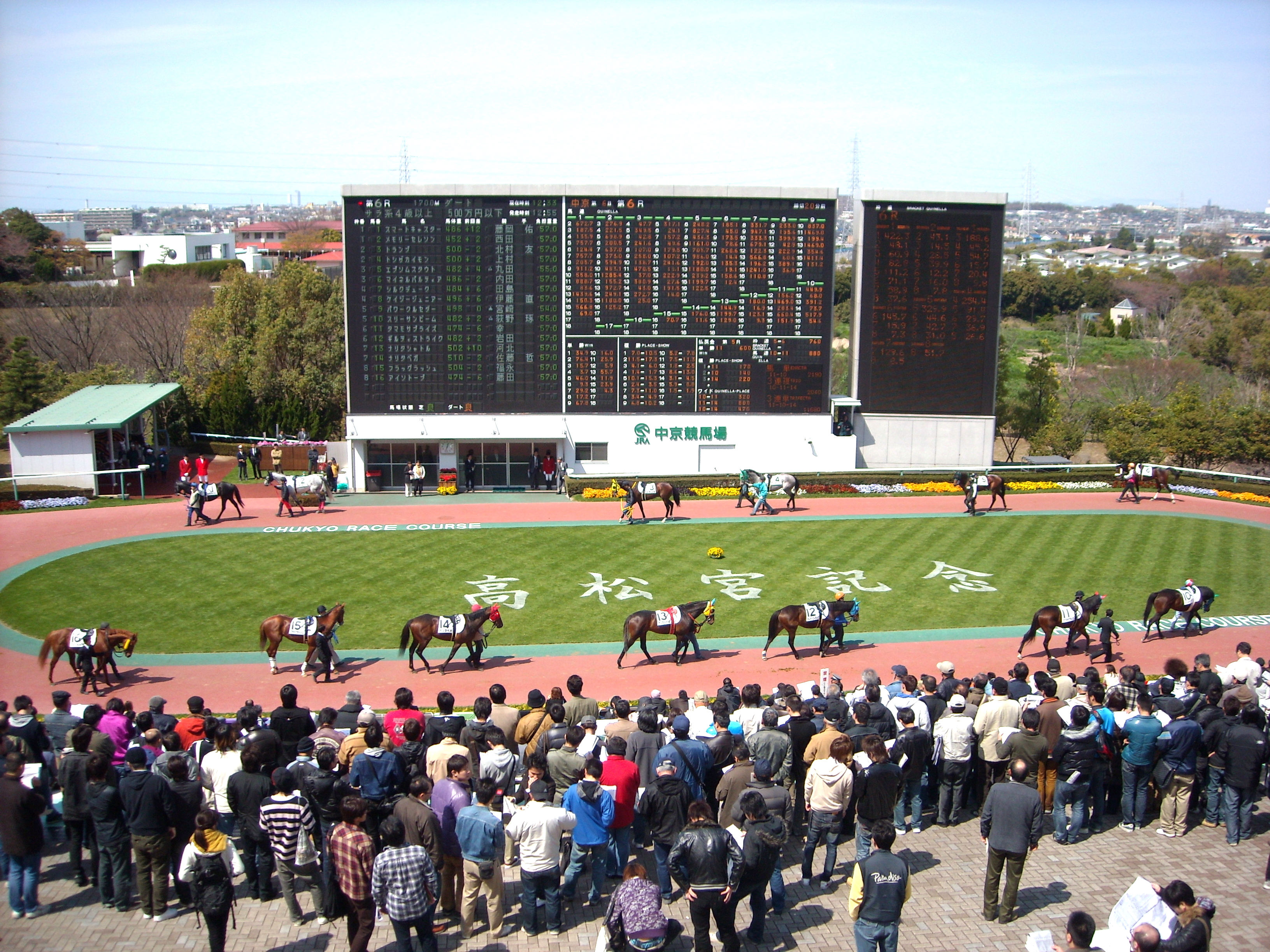
Hipódromo de Chūkyō

## Ciudades hermanadas
- Toyone, Japón
- Agematsu, Japón
- Shepparton, Australia